# Yalmanlar
Yalmanlar, tot 1960 Kalanbüyük geheten, is een dorp in het Turkse district Ovacık in de provincie Tunceli. In oktober 1994 moesten alle inwoners hun huizen verlaten van de Turkse autoriteiten, vanwege potentiële aanvallen van de Koerdische Arbeiderspartij, waardoor Yalmanlar een spookdorp werd. Vanaf 2013 zijn enkele gezinnen teruggekeerd, waardoor het inwonertal de afgelopen jaren langzaam is gestegen. In december 2020 werden er 36 personen in het dorp geregistreerd, bestaande uit 24 mannen en 12 vrouwen.